# Stenocereus eruca
Stenocereus eruca  es una especie de planta fanerógama de la familia Cactaceae. Es endémica de Baja California Sur en  México. Es una especie común en lugares localizados.

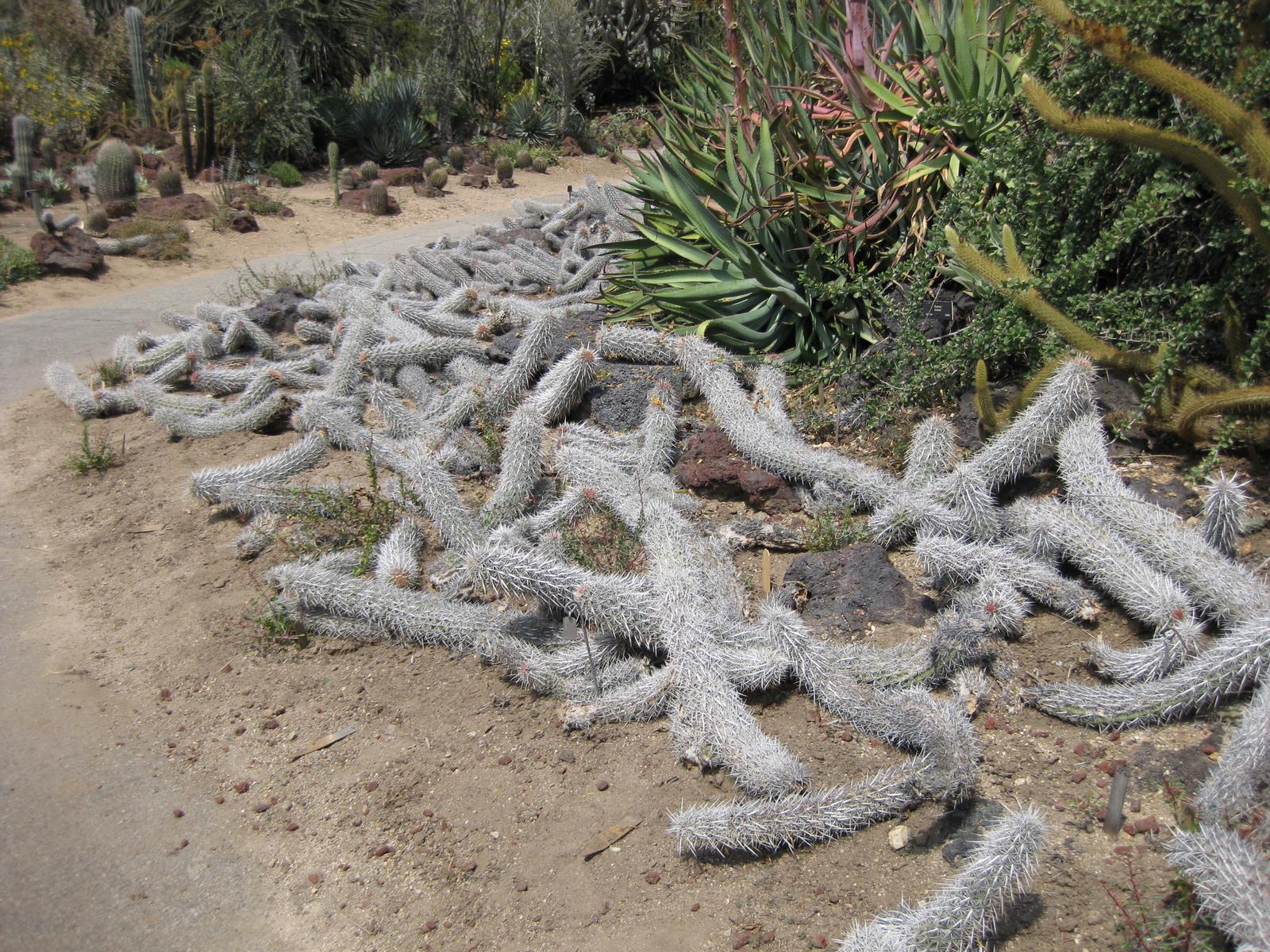
En su hábitat

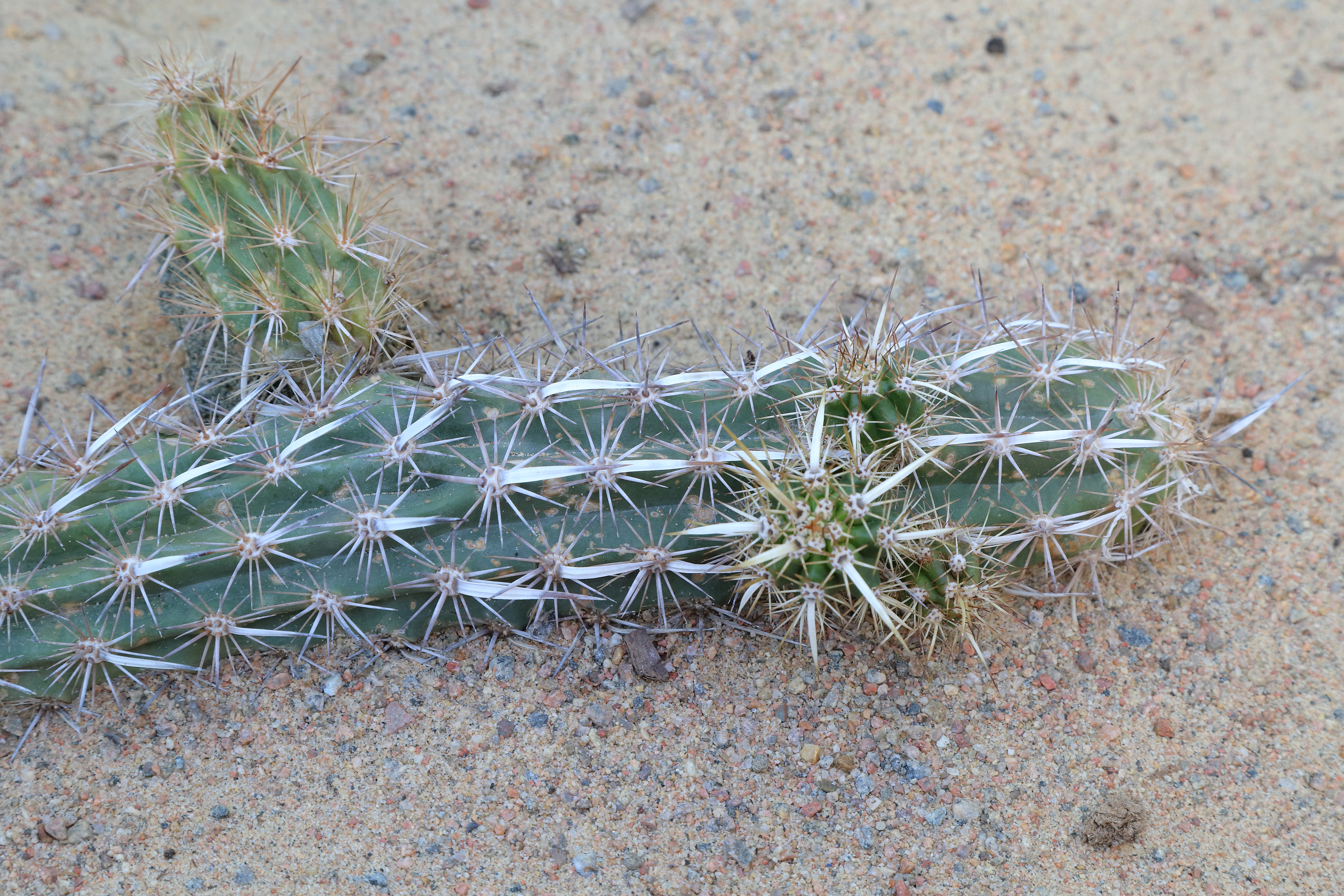
Detalle

## Descripción
Stenocereus eruca crece postrada y rastrera con sólo unas ligeras puntas de los brotes hacia arriba. Forma, a menudo, grandes esteras. El tallo gris-verde, fuertemente espinoso mide de 1 a 4 metros de largo y tiene un diámetro de 4 a 8 centímetros. Forma frecuentes raíces adventicias. Tiene entre once y cincuenta costillas y entre cinco y  seis fuertes espinas centrales grisáceas que son aplanadas y con forma de daga. Las 10 a 17 espinas radiales de longitud desigual son de color blanquecino y ligeramente girando alrededor. Alcanzan una longitud de 10 a 15 milímetros. Las flores tienen un tallo tubular largo con forma de plato que abren por la noche. Son de color rosa brillante  a blanco, y de 10 a 12 cm de largo. Los frutos son esféricos con espinas de color rojo y alcanzan un diámetro de 3 a 4 centímetros.

## Taxonomía
Stenocereus eruca fue descrita por (Brandegee) A.C.Gibson & K.E.Horak y publicado en Annals of the Missouri Botanical Garden 65(4): 1007. 1978[1979].
Etimología
Stenocereus: nombre genérico que deriva de las palabras griegas:
"στενός" (stenos) para "apretado, estrecho" y se refiere a las costillas relativamente estrechos de las plantas y cereus para "cirio, vela".
eruca: epíteto que significa "como el género Eruca"
Sinonimia
- Cereus eruca
- Lemaireocereus eruca
- Machaerocereus eruca
- Rathbunia eruca (Brandegee) P.V.Heath[4]